# Dark number
Dark number is een term die vooral in de criminologie gebruikt wordt om de niet-geregistreerde criminaliteit aan te duiden. De geregistreerde criminaliteit is de criminaliteit die bekend is in de criminaliteitsstatistieken, de gegevens die de politie bezit. Dit is slechts een deel van de totale criminaliteit. Het dark number is groter dan de geregistreerde criminaliteit omdat:
- slachtoffers niet altijd bereid zijn om aangifte te doen door individueel mijdingsgedrag, omdat ze bang zijn voor pijnlijke ervaringen (bv. confrontatie met de dader) of het voorval zo snel mogelijk willen vergeten (bv. bij verkrachting) of omdat het slachtoffer gechanteerd wordt. Verder zijn er mensen die bewust geen aangifte doen bij een delict omdat het om illegale praktijken gaat (bv. belastingontduiking).
- de registratiebereidheid van de politie ontbreekt, de registratie niet correct verloopt. Zo kunnen politieagenten een zaak "erger" laten lijken om er zeker van te zijn dat er een gevolg komt via het parket. Ook sociale en persoonlijke kenmerken kunnen een rol spelen bij de registratie: iemand die sympathie opwekt bij een agent kan minder snel een bekeuring krijgen.
- de feiten niet ernstig genoeg zijn of de schade niet groot genoeg is. Hoe ernstiger de feiten en hoe groter de schade, hoe groter de aangiftebereidheid.
- er geen direct slachtoffer is. Dit is vaak het geval bij economische misdrijven of milieudelicten. Hoewel er geen directe slachtoffers zijn, betaalt de samenleving wel de prijs voor dit soort misdrijven.
- de relatie tussen dader en slachtoffer klein is. Dit is een zeer belangrijke factor bij het al dan niet aangeven van een misdrijf. Hoe beter de dader en het slachtoffer elkaar kennen, hoe kleiner de kans dat het slachtoffer aangifte zal doen. Aangifte doen kan in dit geval zelfs overbodig zijn, gezien de feiten misschien onderling geregeld kunnen worden. Indien de dader onbekend is, is de kans veel groter dat het slachtoffer een misdrijf zal melden bij de politie. Ook de angst voor wraak of vergelding van de dader kan een slachtoffer ervan weerhouden om aangifte te doen.
- de kans tot opsporing van de dader gering is. Wanneer het om kleine misdrijven gaat of wanneer de dader onbekend is, zal het slachtoffer minder snel aangifte doen omdat de opvatting leeft dat de dader in dit geval niet of minder snel gevat zal worden.
- er economische redenen meespelen. De mate waarin slachtoffers de mogelijkheid zien om een schadevergoeding te vorderen, speelt mee bij de aangiftebereidheid van een strafbaar feit. Vaak moet er aangifte gedaan worden voor men uitbetaald kan worden door de verzekering. Dit verhoogt de aangiftebereidheid. Indien de verzekering geen aangifte vereist, is de kans veel kleiner dat een slachtoffer een misdrijf zal melden bij de politie.

Om meer zicht te krijgen op dit dark number worden slachtofferenquêtes gebruikt. Via deze enquêtes kunnen delicten toch nog worden opgenomen in de criminaliteitsstatistieken.